# 韦尔巴赫
韦尔巴赫是德国巴登-符腾堡州的一个市镇。总面积43.18平方公里，总人口3435人，其中男性1730人，女性1705人（2011年12月31日），人口密度80人/平方公里。